# Nádosy Imre
Nádosy Imre (Baranya-Szentlőrinc, 1872 – Budapest, 1935. április 8.) politikus, országos rendőrfőkapitány, a frankhamisítási botrány egyik főszereplője.

## Életpályája
Baranya-Szentlőrincen, vagyis a mai Szentlőrincen született 1872-ben, ahol apja és nagybátyja az Esterházy hercegek szentlőrinci uradalmának volt a bérlője. Apja a köztiszteletben álló Nádosy Kálmán (1832-1913), anyja Jeszenszky Mária volt. Nádosy Imre Sopronban járt evangélikus lyceumba, később jogász végzettséget és doktorátust szerzett. 1898-ban vette feleségül Győri Etelkát, apósa Győri Elek országgyűlési képviselő, s a pesti evangélikus egyház vezetője volt.
Aktív éveiben politikai és hivatali karriert is épített: az első világháború előtt miniszteri titkár, 1920 előtt igazságügyi miniszteri tanácsos volt. Ezt követően előbb Budapest rendőrfőkapitánya, majd 1920-tól 1926-ig országos rendőrfőkapitány lett. 1920-ban a Wolff Károly vezetésével működő titkos társaság képviselője is volt az Egyesült Keresztény Liga vezéri tanácsában. Irányító szerepe volt az 1920-as évek frankhamisításában, ami miatt a Kúria 1926. októberében három és fél évre fogházra ítélte. 1928. áprilisban kormányzói amnesztiában részesült, majd nyugdíjazták.
Fogházévei után visszavonult a politikától, birtokán és kastélyában, Helesfán élt. 1935. április 8-án, váratlanul halt meg 63 évesen Budapesten: influenzás volt, majd szívbénulást kapott.

## Külső hivatkozások
- www.huszadikszazad.hu